# Chorisoneura parishi
Chorisoneura parishi är en kackerlacksart som beskrevs av Rehn, J. A. G. 1918. Chorisoneura parishi ingår i släktet Chorisoneura och familjen småkackerlackor. Inga underarter finns listade i Catalogue of Life.